# Fájdalomcsillapító

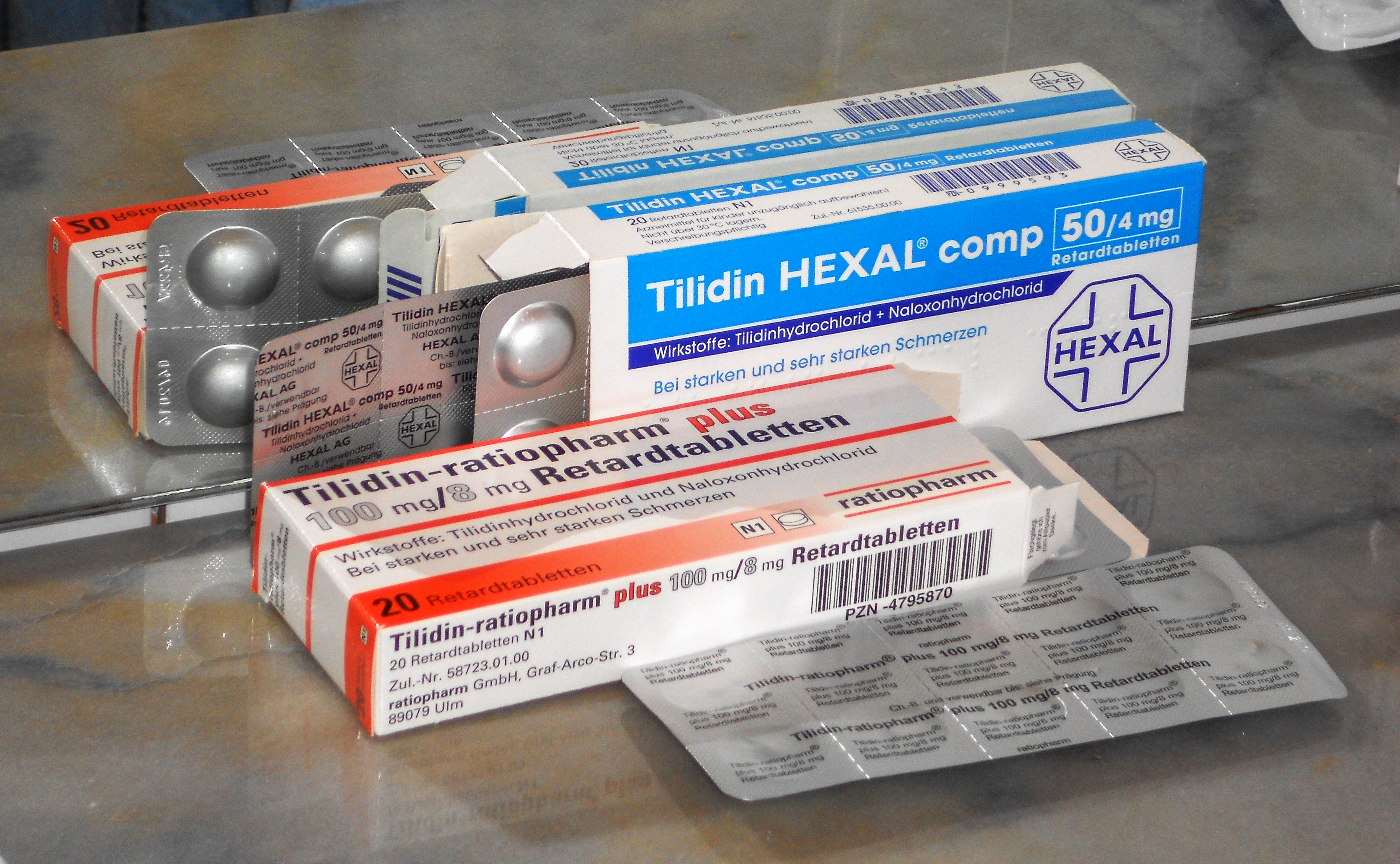

A fájdalomcsillapító vagy analgetikum (gör. an‑ ’nélkül’, algosz ’fájdalom’) általában olyan különböző gyógyszertani csoportokba tartozó hatóanyag, amely az idegrendszer megfelelő központi vagy perifériás részeire hatva, a fájdalom érzésének enyhülését vagy megszűnését okozza. Fájdalomcsillapításra nem csak a farmakológiai értelemben vett fájdalomcsillapítókat használják, viszont ezek felfedezése és célzott alkalmazása nagy jelentőségű a modern orvostudomány fejlődése szempontjából. A fájdalomcsillapítás nem összetévesztendő az érzéstelenítéssel.
A gyógyszeres fájdalomcsillapítókat a WHO ún. háromlépcsős létrája hatáserősség szerint három csoportba sorolja:
1. nem-szteroid gyulladáscsökkentő gyógyszerek
2. gyenge opioidok
3. erős opioidok.